# Helgo Liebig
Helgo Liebig (* 1943 in Berlin), vollständiger Name Helgo-Egmar Liebig, ist ein deutscher Schauspieler, Hörspiel-, Synchronsprecher, Dialogbuchautor und -regisseur.

## Leben und Wirken
Nach einer Schauspielausbildung begann Liebig seine Karriere als Theaterschauspieler 1968 im Saarland, wo er auch bereits als Rundfunk- und Hörspielsprecher für den Saarländischen Rundfunk arbeitete. Es folgten Engagements an Theatern in Berlin und an den Kammerspielen in München. In Hamburg, wo Helgo Liebig seit 1982 lebt, war er Anfang der 2000er Jahre unter anderem Ensemblemitglied des Ernst-Deutsch-Theaters.
Liebig ist vor allem als Hörspiel- und Synchronsprecher bekannt geworden. In der zweiten deutschen Synchronfassung der Zeichentrickserie He-Man and the Masters of the Universe (He-Man im Tal der Macht) (1983–1984) sprach er die Rolle des Prinz Adam / He-Man. Diese Rolle übernahm er ebenfalls in Crossover-Episoden in She-Ra – Prinzessin der Macht (1985–1987) und zuletzt in Family Guy (seit 1999). In der Hörspielreihe von EUROPA sprach Kollege Norbert Langer Prinz Adam / He-Man. Neben dieser Rolle ist Helgo Liebigs Stimme auch als die von Tigro in ThunderCats (1985–1990) und die des spießigen und strengen Konrektors Lamar Bone in der Nickelodeon-Serie Doug (1991–1994) bekannt.
In Serien, wie Knight Rider (1982–1986), Die Visionäre – Ritter des magischen Lichts (1987) und Rockos modernes Leben (1993–1996) war Liebig vor allem in Episodenrollen zu hören. Als Dialogregisseur betreute er unter anderem die Zeichentrickserien Alvin und die Chipmunks (1983–1990) und Bravestarr (1987–1989).
In den Hörspielserien TKKG, Fünf Freunde und Die drei ??? war er ebenfalls regelmäßig zu hören. Für das Hamburger Abendblatt war Liebig seit 2005 einer der Sprecher für online veröffentlichte vertonte Berichte und Reportagen für Hörgeschädigte.

## Synchronisation
Quelle: Deutsche Synchronkartei

### Filme (Auswahl)
- 1975: Piero Mazzinghi als Professor Bardi in Rosso – Die Farbe des Todes
- 1986: Whitney Rydbeck als Roy in Freitag der 13. Teil VI – Jason lebt
- 1988: Harry Booker als Polizist Marks in Das Gehirn
- 1993: John Hawkes als Cowboy in Freaks
- 2009: Carl-Åke Eriksson als Bertil Janeryd in Vergebung

### Serien (Auswahl)
- 1986: William Wodson als Erzähler in Centurions – Volle Energie! [Zeichentrick]
- 1990–1991: Jack Angel als Cookson in Peter Pan und die Piraten [Zeichentrick]
- 1992–1996: Bob Hastings als 'Commissioner James Gordon' in Batman (Zeichentrickserie)
- 1994: Heinz Spitzner in versch. Rollen in Otto – Die Serie
- 1998: David Huband als Sigmund Storchowitz in Birdz – Echt komische Vögel [Zeichentrick]
- 2013–2014: Kurtwood Smith als Lt. James Gordon in Beware the Batman [Zeichentrick]

## Hörspiele (Auswahl)
- 1968: Wolfgang Weyrauch: Neumarkt (Junger Mann) – Regie: Dieter Munck (Hörspiel – SR/SWF)
- 1968: Erasmus Schöfer: Durch die Wüste usw. ... Ein universal-parabolisches Überbrettl als radiophiler Hörspuk (Celi) – Regie: Oswald Döpke (Hörspiel – SR/WDR)
- 1998: Jesko von Schwichow: Das Geheimnis der singenden Steine – Regie: Jesko von Schwichow (Original-Hörspiel, Kinderhörspiel, Kriminalhörspiel – NDR)
- 1999: Renate Görgen: Armadillio (Stimme) – Regie: Alexander Schuhmacher (Original-Hörspiel – NDR)
- 1999: Christian Gailus: Kommissar Dierk Gewesen jagt das Phantom (Sprecher) – Regie: Ulrich Lampen (Original-Hörspiel, Kriminalhörspiel – NDR)
- 1999: James Ellroy: Die Rothaarige (2 Teile) (Outlaw/Biscailuz/LoPresti) – Bearbeitung und Regie: Leonhard Koppelmann (Hörspielbearbeitung, Kriminalhörspiel – NDR)
- 2000: Rainer Aumund: Korruption: Der Putsch (2 Teile) (Killer II/"Europol") – Bearbeitung und Regie: Norbert Schaeffer (Hörspielbearbeitung, Kriminalhörspiel – NDR)
- 2000: Hans Helge Ott, Katrin Krämer: Stopp!! (1. Teil: Rum macht Kopfweh) (Kioskbesitzer) – Regie: Hans Helge Ott (Original-Hörspiel, Kinderhörspiel – NDR)
- 2004: Thomas Hettche: Der Fall Arbogast (1. Teil) (Karges) – Bearbeitung und Regie: Ulrich Lampen (Hörspielbearbeitung – NDR)
- 2005: Dirk Wittenborn: Literatur weltweit: Unter Wilden (Cop 1) – Bearbeitung und Regie: Beate Andres (Hörspielbearbeitung – NDR)
- 2006: Terézia Mora: Alle Tage (Wächter/Mann) – Bearbeitung und Regie: Beate Andres (Hörspielbearbeitung – NDR)
- 2008: William Boyd: Ruhelos (1. Teil) (Robert „Bobby“ York) – Bearbeitung und Regie: Andrea Getto (Hörspielbearbeitung – NDR)

Weitere Produktionen:
- 1988: Karl Braun in Fünf Freunde und die Jagd nach den Smaragden (32)
- 1989: Schaffner in Der kleine Vampir verreist (3)
- 1989: Louis in Knight Rider – Eine Nasenlänge voraus (12)
- 1997: Eathon Easton in Die drei ??? – Poltergeist (73)
- 1997: Steven Robinshaw in Die drei ??? und das brennende Schwert (74)